# Coma (schimmelgeslacht)
Coma  is een monotypisch geslacht van schimmels uit de orde Phacidiales. De familie is nog niet met zekerheid bepaald (incertae sedis). Het bevat alleen de soort Coma circulari.